# Carlos Moreyra y Paz Soldán
Carlos Gregorio José Moreyra Paz-Soldán (Lima, 17 de noviembre de 1898 - ib., 16 de noviembre de 1981) fue un ingeniero agrónomo, empresario y político peruano. Amigo y partidario del presidente Manuel Prado Ugarteche, a quien sirvió en sus dos gobiernos como ministro de Estado. Fue ministro de Fomento y Obras Públicas (1939-1944), segundo vicepresidente de la República (1956-1962), ministro de Agricultura y presidente del Consejo de Ministros (1961-1962). Como empresario agrícola fue uno de los que hicieron prosperar la agricultura exportadora de la costa peruana.

## Biografía
Fue hijo de Francisco de Paula Moreyra Riglos y Luisa Paz-Soldán Rouaud. Hermano del historiador Manuel Moreyra y Paz Soldán (1894-1986).
Cursó sus estudios escolares en el Colegio de la Inmaculada. En 1915 ingresó a la Escuela Nacional de Agricultura y Veterinaria (actual Universidad Nacional Agraria La Molina), de donde egresó en 1920 con el título de ingeniero agrónomo. Su primer trabajo profesional lo realizó en la Negociación Azucarera Santa Bárbara, en el valle de Cañete, como ayudante en la administración (1921). Luego regresó a Lima para ponerse a cargo de los negocios familiares.
Heredó, junto a sus hermanos, la antigua hacienda de los Condes de San Isidro, que su bisabuelo, José Gregorio Paz Soldán adquirió en 1853. Entre 1922 y 1926 se encargó de dirigir dicho fundo, que luego fue urbanizado dando origen en 1931 al distrito limeño de San Isidro. Esta obra urbanizadora le aportó grandes dividendos.
En 1926 ingresó a trabajar en el Banco del Perú y Londres, en calidad de visitador de fundos, y por cuenta de dicha institución pasó a ser administrador de la Hacienda Chuquitanta. En 1927 fue nombrado administrador de la Hacienda Infantas, en el valle del río Chillón, actividad en la que permaneció durante once años. Mejoró la capacidad productiva de dicha hacienda, donde instaló una moderna maquinaria para el beneficio del algodón.
Fue propietario de la Hacienda Santa Luisa, en el valle de Chillón, un fundo de solo 165 hectáreas cultivadas, pero de gran valor por su cercanía a Lima. También fue accionista de la Sociedad Ganadera del Centro y de Agrícola Pacasmayo S.A.
Fue vicepresidente de la Sociedad de Ingenieros del Perú (1933) y presidente de la Sociedad Nacional Agraria (1953 -1954).  En 1933 se casó con Leonor García Sayán.

### Ministro de Fomento y Obras Públicas (1939-1945)
El 8 de diciembre de 1939, iniciándose el primer gobierno de Manuel Prado Ugarteche juró como ministro de Fomento y Obras Públicas, formando parte del gabinete presidido por Alfredo Solf y Muro, que se mantuvo a lo largo de cinco años (1939-1944).
Durante esos cinco años que ejerció como ministro se hizo una ingente cantidad de obras públicas. Se construyeron más de 5000 kilómetros de carretera, destacando las vías de penetración a la selva; se sentaron las bases para la creación de una industria siderúrgica; se dio comienzo a la Central Hidroeléctrica del Santa; se hicieron obras de irrigación en la costa y la sierra; así como obras de saneamiento, ornato y urbanismo.

### Segundo Vicepresidente de la República (1956-1962)
Se inscribió en el Movimiento Democrático Peruano, el mismo que lanzó la candidatura de Manuel Prado para las elecciones generales de 1956, convocadas por la dictadura de Odría. Postuló como candidato a la segunda vicepresidencia, mientras que Luis Gallo Porras lo era para la primera vicepresidencia. Fue en esas elecciones en las que los votos de los militantes del APRA decidieron el triunfo de Prado, al haber éste prometido la legalidad a dicho partido. Se iniciaba así la llamada “Convivencia” entre el pradismo y el aprismo.
En el segundo gobierno de Manuel Prado Ugarteche (1956-1962), Moreyra se desempeñó como eficaz agente de enlace entre el presidente y Pedro Beltrán Espantoso, el más tenaz crítico del gobierno desde las columnas del diario La Prensa. Tuvo participación decisiva en la designación de Beltrán como presidente del Consejo de Ministros y ministro de Hacienda, gran jugada política que hizo entonces el pradismo (1959). Beltrán realizó una aceptable política hacendaria y financiera, poniendo en orden las finanzas y estabilizando la moneda.
En 1957 pasó al Brasil como embajador del Perú en misión especial. Fue presidente de la Empresa Petrolera Fiscal (1957-1961) y miembro de la Comisión para la reforma agraria y la vivienda designada por el Ejecutivo. En 1961 fue miembro de la delegación peruana ante la Conferencia de Punta del Este, donde se creó la Alianza para el Progreso.

### Presidente del Consejo de Ministros y Ministro de Agricultura (1961-1962)
Cuando Beltrán renunció a fines de 1961, Moreyra lo reemplazó como presidente del Consejo de Ministros, asumiendo a la vez el despacho de Agricultura. Su gabinete fue el último del presidente Prado, que sucumbió ante el golpe de Estado de 18 de julio de 1962, perpetrado por las Fuerzas Armadas, de manera institucional.

## Publicaciones
- La obra de los Paz Soldán. Bibliografía (Lima, 1974).[14]
- Manuel Prado, político y gobernante (Lima, edición privada, 1974).[15]